# Xenostrobus
Xenostrobus is een geslacht van tweekleppigen uit de familie van de Mytilidae.

## Soorten
- Xenostrobus altijugatus (Marwick, 1931) †
- Xenostrobus atratus (Lischke, 1871)
- Xenostrobus balani Ockelmann, 1983
- Xenostrobus huttoni (Suter, 1914) †
- Xenostrobus inconstans (Dunker, 1856)
- Xenostrobus mangle Ockelmann, 1983
- Xenostrobus neozelanicus (Iredale, 1915)
- Xenostrobus pulex (Lamarck, 1819)
- Xenostrobus sambasensis (Dautzenberg, 1903)
- Xenostrobus securis (Lamarck, 1819)